# Alexander Parkes
Alexander Parkes (29 de Dezembro de 1813 - 29 de Junho de 1890) foi um metalúrgico e inventor de Birmingham, Inglaterra. Ele criou o Parkesine, o primeiro plástico feito pelo homem.

## Biografia
Filho de um fabricante de fechaduras de latão, Parkes foi aprendiz de Messenger and Sons, fundadores de latão de Birmingham, antes de trabalhar para George e Henry Elkington, que patentearam o processo de galvanoplastia. Parkes foi encarregado do departamento de fundição, e sua atenção logo começou a se concentrar na galvanoplastia. Parkes tirou sua primeira patente (nº 8905) em 1841 em um processo para galvanoplastia de obras de arte delicadas. Seu método aprimorado para galvanizar objetos finos e frágeis, como flores, recebeu uma patente em 1843. O processo envolvia galvanizar um objeto previamente mergulhado em uma solução de fósforo contida em bissulfeto de carbono, e depois em nitrato de prata. Uma teia de aranha, prateada de acordo com esse método, foi apresentada ao príncipe Albert quando ele visitou as obras de Elkington em 1844.
No total, Parkes detinha pelo menos 66 patentes de processos e produtos, principalmente relacionadas à galvanoplastia e ao desenvolvimento de plásticos.
- Em 1846, ele patenteou o processo de cura a frio para vulcanização de borracha, chamado por Thomas Hancock de "uma das descobertas mais valiosas e extraordinárias da época".[3]
- Ele foi pioneiro na adição de pequenas quantidades de fósforo a metais e ligas, e desenvolveu o bronze fosforoso (patente 12 325 de 1848, obtida em conjunto com seu irmão Henry Parkes ).[4]
- Em 1850, ele desenvolveu e patenteou o processo Parkes para despratar economicamente o chumbo, também patenteando refinamentos ao processo em 1851 e 1852.[5]
- Em 1856, patenteou o Parkesine – o primeiro termoplástico – um celulóide à base de nitrocelulose tratado com diversos solventes. Este material, exibido na Exposição Internacional de Londres de 1862, antecipou muitos dos usos estéticos e utilitários modernos dos plásticos.[6]
- Em 1866, ele fundou a The Parkesine Company em Hackney Wick, Londres, para produção em massa de baixo custo. Não foi bem-sucedido comercialmente, no entanto, porque Parkesine era caro para produzir, propenso a rachaduras e altamente inflamável. O negócio foi fechado em 1868.
- O material de Parkes foi desenvolvido mais tarde em forma melhorada como Xylonite por seu associado Daniel Spill, que moveu uma ação por violação de patente – sem sucesso – contra John Wesley Hyatt, desenvolvedor de celuloide nos EUA. Em 1870, no entanto, o juiz decidiu que Parkes era o verdadeiro inventor, devido a seus experimentos originais